# Éditions Al Dante
Éditions Al Dante est une maison d'édition française fondée en 1994 par Laurent Cauwet, spécialisée dans la littérature contemporaine et la poésie expérimentale.

## Historique
Créées en 1994, sous la forme d'une association, Al Dante, est née à Aix-en-Provence, sous l'impulsion de Laurent Cauwet.
En 1995, voit l'installation des éditions Al Dante à Marseille. Les premiers livres parus sont signés de Jean-Marie Gleize, Christophe Tarkos, Michel Crozatier ; une revue est éditée, Nioques, collectif contre le négationnisme, dirigé par Natacha Michel, où l'on retrouve, entre autres : Michel Chaillou, Pierre Lartigue, Jean-Claude Milner, Sylvain Lazarus, François Dominique, Philippe Beck, Jean-Pierre Faye, Alain Badiou…
En 1999, les éditions s'installent à Romainville.
En 2002, elles rejoignent un temps Fédération Diffusion pilotée par les éditions Léo Scheer.
En 2007, elles s'installent à Saint-Étienne-de-Fursac, en Creuse, puis à Limoges. L'activité éditoriale est ravivée grâce au soutien de Rudy Ricciotti, qui devient gérant de la maison d'édition jusqu'en 2012. Durant cette période, est fondé le festival Manifesten, et le quotidien d'interventions poétiques La Res Poética, un gratuit distribué principalement en Nouvelle-Aquitaine.
En août 2010, elles reviennent s'établir à Marseille. En septembre 2012, création de la revue Attaques. En septembre 2013, c'est la création du lieu culturel marseillais Manifesten, inauguré avec une performance de Bernard Heidsieck, dans un premier temps au sein d'un collectif d'associations culturel nommé « Les grands terrains » (rue Vian), puis, dès 2014, en fonctionnement autonome, rue Thiers.
En 2017, les éditions Al Dante cessent d'exister. Le fond est repris l'année suivante par Les Presses du réel, qui crée la « collection Al Dante », toujours dirigée par Laurent Cauwet,,.